# 29776 Radzhabov
A 29776 Radzhabov (ideiglenes jelöléssel (29776) 1999 CV45) a Naprendszer kisbolygóövében található aszteroida. A LINEAR projekt keretében fedezték fel 1999. február 10-én.